# Бренди
Бренди (на английски: brandy, съкратено от brandywine, от нидерл. brandewijn – огнено (изгорено, дестилирано) вино) е сборно наименование на алкохолни напитки, получени чрез дестилиране на вино (ферментирал гроздов сок) или ферментирал сок от други плодове – ябълки, круши, череши, сливи, кайсии и т.н. Така се получават плодови брендита – cherry brandy, plum brandy, apricot brandy и др. Съответните плодове, от които се приготвя бренди, трябва да се дестилират по време на производствения процес. Ако плодовете са накиснати в гроздов спирт и след това напитките са подсладени, те не могат да се категоризират като бренди, а като ликьори. Бренди съдържа 36 – 60% алкохол.

## История
Концентрираните алкохолни напитки са известни от античните времена и са били познати в Древна Гърция, Древен Рим и Китай. Но бренди във вида, в който напитката е известна в наши дни, се появява през XII век във френската област Арманяк, а широка употреба и популярност получава през XIV век. За пръв път дестилацията на вино е описана през 1285 г. от папския лекар Арно дьо Вилньов.
Първоначално дестилацията на виното е способ за неговото съхранение и улеснение на търговците при превоза. Преди употреба в брендито трябвало да се добави вода, която била извлечена в процеса на дестилация. Впоследствие се оказва, че след съхранение в дървени бъчви получената напитка става по-добра от виното, от което е била получена.

## Видове бренди
Съществуват три основни типа бренди. Ако няма други уточнения, „бренди" се отнася само до винено бренди, получено чрез дестилация на вино от грозде.

### Винено бренди
Виненото бренди се прави чрез дестилация на ферментирал гроздов сок. Има няколко известни разновидности на винено бренди:
- Коняк – произвежда се в района на гр. Коняк във Франция, чрез двойна дестилация. Популярни марки коняк са Мартел, Реми Мартен, Хенеси, Курвоазие и др.
- Арманяк – произвежда се в историческата област Арманяк в Югозападна Франция (Gers, Landes, Lot-et-Garonne). Получава се чрез еднократна продължителна дестилация в медни дестилатори и отлежава в дъбови бъчви от провинциите Гаскония или Лимузин. Арманяк е първата дестилирана спиртна напитка във Франция. Отлежава по-продължително време от коняка, обикновено 12 – 20 години, понякога до 30 години. Популярна марка арманяк е Маркиз де Монтескьо (Marquis de Montesquieu).
- Шери бренди (Херес бренди) – произвежда се в района на Херес, Южна Испания. Една от най-популярните алкохолни напитки в Испания (дялът на потребление на бренди в Испания е 32 %, като 92 % от продажбите на бренди се падат на Шери бренди)
- Гръцко бренди – най-известното гръцко бренди е Метакса, произвежда се от 1888 г. Други марки висококачествено гръцко бренди са Centenary („Сентенари“), Golden Amphora („Голден Амфора“, или „Златна амфора“), Grand Olympian Reserve („Гранд Олимпиан Резерв“).
- Арменски коняк – през 2010 г. правителството на Армения взема решение за въвеждане за арменското бренди на ново търговско наименование „Арбун". За получаването на арменски коняк се използва изключително винен спирт, произведен в Армения.
- Молдовско бренди (дивин).
- Българско бренди.
- Американско бренди – произвежда се основно в Калифорния, то е по-светло, но по-силно в сравнение с европейските брендита.

Смята се, че виненото бренди най-добре разкрива своите вкусови качества и аромат, като се пие от чаша тип „лале“, със стайна температура или леко затоплено.
Според законодателството на Европейския съюз названието коняк може да се ползва изключително за бренди, произведено в областта Коняк във Франция, названието арманяк – само за напитката произведена в Гаскония, Франция, както и марката шери бренди – само за бренди, произведено в провинция Кадис, Испания.

### Бренди от джибри
Бренди от джибри се прави от гроздови джибри, които остават след отделянето на винения сок. От този тип бренди са италианската грапа, балканската ракия и грузинската чача.

### Плодово бренди
Плодовите брендита се правят чрез дестилация на други плодове – ябълки, сливи, праскови, кайсии, череши, вишни, малини и др. Те са обикновено прозрачни и се пият охладени, с лед. Ето няколко известни разновидности на плодово бренди:
- Калвадос – ябълково бренди, което се произвежда във френската област Долна Нормандия.
- Уилямин – крушово бренди от Швейцария, което се прави от круши от сорта Вилямова масловка.
- Киршвасер – вишнево бренди, което се прави в Германия и Франция.
- Сливовица – сливово бренди, произвежда се в България, Сърбия и останалите балкански страни.
- Боровичка – словашко бренди, което се прави от плодове на хвойна.
- Фрамбуаз – малиново бренди, което се прави във Франция.

### Отлежаване
Според наличието и начина на отлежаване брендито може да се класифицира в три групи:
- Без отлежаване: Повечето брендита от джибри и плодовите брендита не отлежават след дестилация и в резултат се получава безцветна прозрачна течност.
- Отлежаване в бъчви: Брендитата със златист и кафеникав цвят отлежават в дъбови бъчви за определен период от време, в резултат на което придобиват характерни, мекота, вкус и аромат.
- Процес солера: Някои бренди отлежават при използването на т.нар. система солера. Брендитата от Испания обикновено отлежават по този начин.

## Класификация на отлежаване според Хенеси
- A.C.: бренди отлежало минимум 2 години;
- V.S. (Very Special): бренди отлежало минимум 3 години;
- V.S.O.P. (Very Superior Old Pale): бренди отлежало минимум 4 години;
- V.V.S.O.P.  Grande Reserve: бренди отлежало минимум 5 години;
- X.O. (Extra Old) Hors d’age Napoleon Extra Tres Vieux Vieille Reserve: бренди отлежало минимум 6 години.